# She's a Bitch
She's a Bitch je singl Missy Elliott z roku 1999 produkovaný Timbalandem. Je první singl z její druhé desky Da Real World. Navzdory drahému videoklipu režírovanému Hypem Williamsem se singl umístil jenom na 90. místě Billboard Hot 100. Singl nebyl vydaný v Anglii. Píseň napsali Missy Elliott a Timbaland a nastavili albu Da Real World temnější tón. Cena videoklipu se vyšplhala až na 2 miliony dolarů a udělala z něj jedno z nejdražších videí všech dob.

## Track list

### UK Singl
12" Promo
Strana A
1. "She's A Bitch" (Radio Edit) – 3:27
2. "She's A Bitch" (Clean Version) – 3:27

Strana B
1. "She's A Bitch" (Instrumental) – 4:00
2. "She's A Bitch" (Acapella) – 3:48

### US Singl
12" Promo
Strana A
1. "She's A Bitch" (Radio Edit) – 3:27
2. "She's A Bitch" (Clean Version) – 3:27

Strana B
1. "She's A Bitch" (Instrumental) – 4:00
2. "She's A Bitch" (Acapella) – 3:48

CD Promo
1. "She's A Bitch" (Radio Edit) – 3:27
2. "She's A Bitch" (Clean Version) – 3:27
3. "Audio Bio" – 1:25

### Europe Singl
CD Promo
1. "She's A Bitch" (Radio Edit) – 3:27
2. "She's A Bitch" (Clean Version) – 3:27

## Charts
| Chart (1998)              | Nejvyšší pozice |
| ------------------------- | --------------- |
| Billboard Hot 100         | 90              |
| Billboard Hot R&B/Hip-Hop | 30              |
| Billboard Hot Rap         | 19              |
| Nizozemí – singly         | 26              |
| Německo – singly          | 84              |